# AdLib

AdLib-Logo

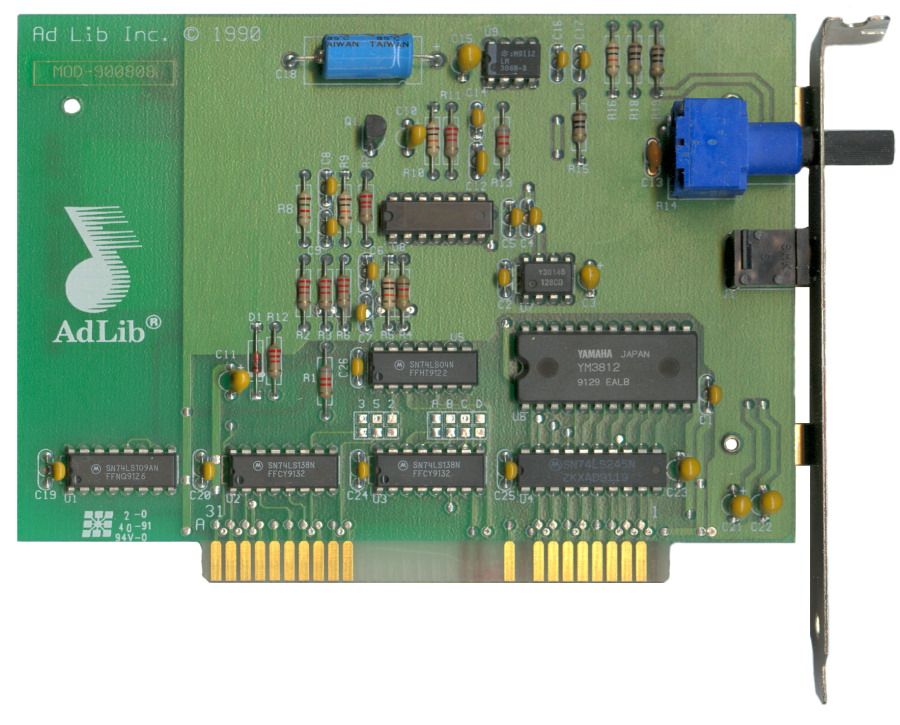
AdLib Music Synthesizer Card von 1990

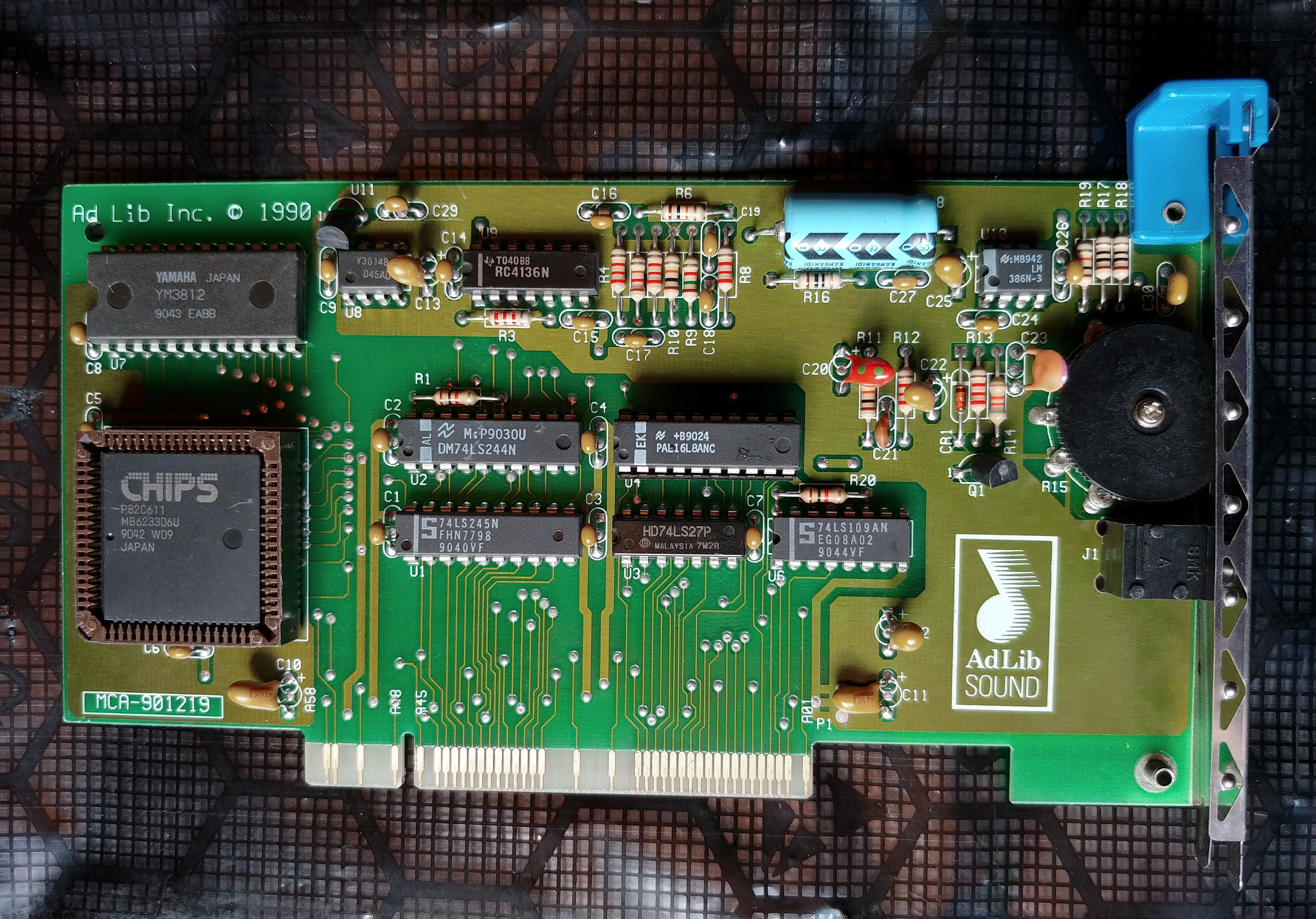
AdLib MCA für den Micro-Channel-Bus auf IBM-PS/2-Computern

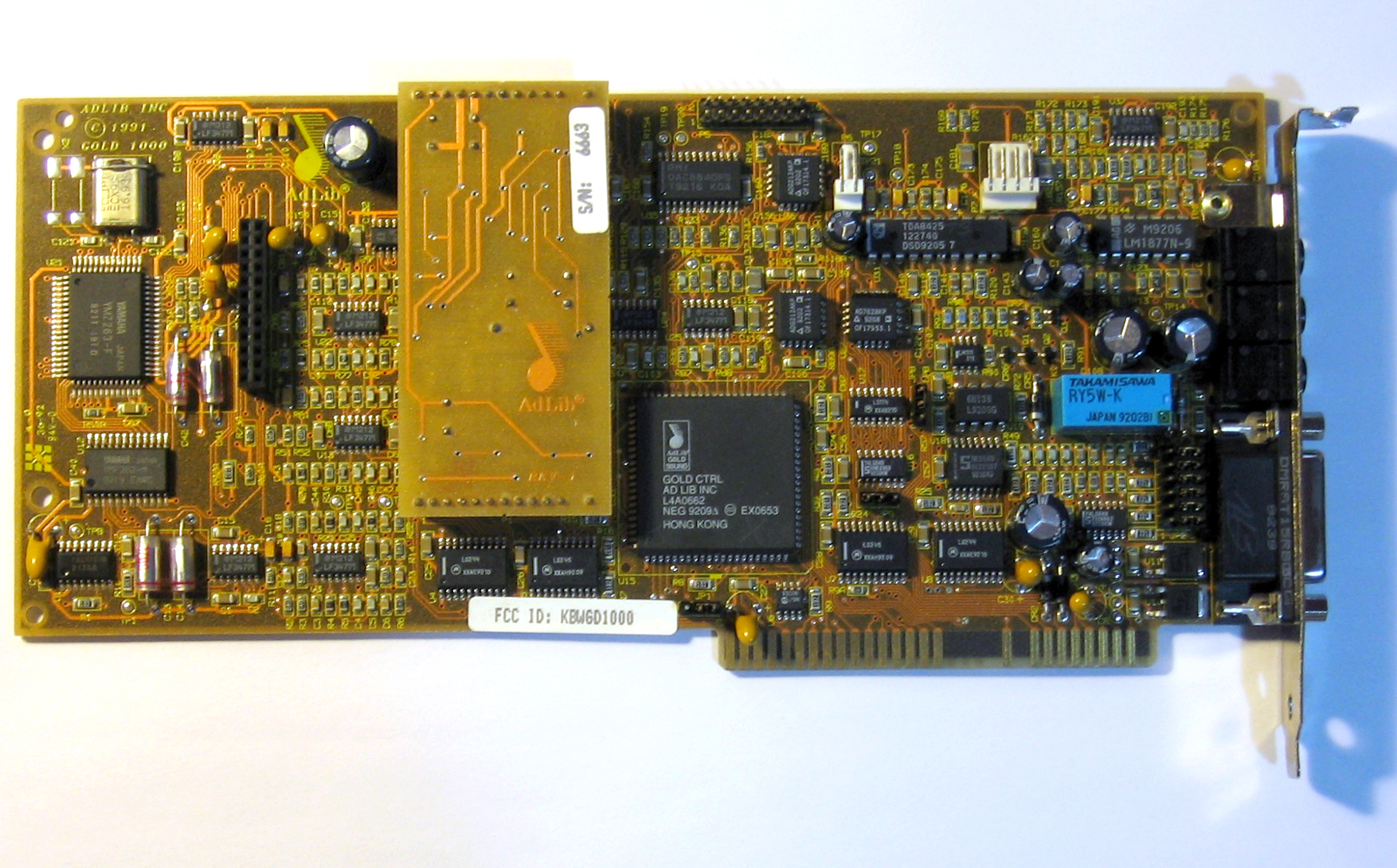
Ad Lib Gold 1000

Ad Lib, Inc. war ein kanadischer Hersteller von Soundkarten und anderer Computerhardware. Das englische Wort (to) ad-lib („improvisieren“) leitet sich vom lateinischen ad libitum („nach Belieben“) ab. AdLib war auch der Name der Produktreihe. Die AdLib Music Synthesizer Card von 1987 war eine der ersten populären Soundkarten für IBM-PC-kompatible Computer und bot somit erstmals auch auf PCs Klangqualität, wie man sie von Heimcomputern gewohnt war – ohne Soundkarte hatten PCs nur den sehr beschränkten Systemlautsprecher aufzuweisen.
Die Soundkarte nutzte den Soundchip Yamaha YM3812, besser bekannt als „Yamaha OPL2“. Die Adlib war eine reine FM-Synthese-Karte ohne die direkte Möglichkeit, Samples (digitalisierte Klänge) abzuspielen – was findige Programmierer aber trotzdem schafften. Sie ist eine reine Musik-Abspielkarte, eine Aufnahmefunktion ist nicht vorhanden.
Die AdLib-Soundkarte wurde ab etwa 1990 durch die Sound-Blaster-Soundkarte von Creative Labs verdrängt, die zur AdLib-Karte kompatibel war, aber deren Fähigkeiten um Sampling sowohl in Wiedergabe als auch Aufnahme erweiterte.
Nach dem Fehlschlag des Nachfolgers „AdLib Gold 1000“ Anfang der 1992 Jahre, vor allem durch zu späten Marktstart (bedingt durch Verzögerungen seitens Yamaha, Hersteller einiger genutzter Chips), fehlende Kompatibilität zum Sound-Blaster-Standard und mangelnde 16-bit-Fähigkeit (sie konnte zwar 16-bit-Samples entgegennehmen, aber nur mit 12 bit wandeln), wurde die Firma zahlungsunfähig und reichte 1992 einen Insolvenzantrag ein.

## Chronologische Reihenfolge
- 1987 – AdLib Card – Die erste große Menge von Soundkarten für Computer wurde veröffentlicht, welche die FM-Synthese (Chip von Yamaha YM3812) benutzen.
- 1988 – Das erste Computerspiel mit AdLib-Unterstützung wurde veröffentlicht.
- 1992 – AdLib Gold veröffentlicht.
- 1992 – AdLib meldete am 1. Mai Insolvenz an.

## Technische Daten
- 9 Tonspuren oder 6 Tonspuren + 5 Tonspuren Schlaginstrumente
- 2 Oszillatoren pro Tonspur
- Frequenzmodulation und Additive Modulation
- 4 verschiedene Waveforms
- 1 Hüllkurvengenerator pro Oszillator (ADSR)
- Vibrato, Tremolo und Sustain